# Joaquín García-Morato
Joaquín García-Morato y Castaño (Melilla, 4 de maig de 1904 - Griñón, 4 d'abril de 1939) va ser un militar i aviador espanyol que va participar en la Guerra Civil en el bàndol nacional. És considerat com el màxim as de l'aviació espanyola fins avui. El 1950 el règim franquista li va concedir, a títol pòstum, el títol de comte del Jarama.

## Biografia

### Primers anys
Joaquín García-Morato y Castaño era fill del comandant d'Infanteria José García-Morato Cánovas. Va ingressar als 16 anys a l'Acadèmia d'Infanteria de Toledo i després de ser ascendit a l'ocupació d'alferes d'Infanteria, va ser destinat al Protectorat del Marroc. El 24 de desembre de 1924 el seu pare va desaparèixer en acció de guerra al Marroc.
L'any 1925, sent tinent d'Infanteria, va sol·licitar fer el curs de Pilot militar d'avió, i després de finalitzar el curs, va tornar destinat al Marroc com a pilot en el Grup de Melilla, prenent part en nombroses accions de guerra. Una vegada finalitzada la Guerra del Rif el 1927, va realitzar el curs de pilot d'hidroavions, i fou després destinat a la base d'hidroavions d'El Atalayón, on sofriria un greu accident de vol el 24 d'octubre de 1928.
Mentre recuperava a l'Hospital Militar de Carabanchel de les seves ferides, el 21 de febrer de 1929 ingressen greument ferit al seu germà, el tinent d'Infanteria Antonio García-Morato, que servia com a observador en aviació i que era alumne a l'Escola de Transformació de Guadalajara, i realitzava el curs de pilot. S'havia estavellat durant un vol d'entrenament i va morir a conseqüència de les seves ferides l'1 de març de 1929.
Gairebé un any després, recuperat de les seves ferides torna al servei actiu, i realitza el curs d'Observador i el curs de Combat i Bombardeig a la Base Aèria de Los Alcázares. El 1930 és designat professor a l'Escola de Transformació de Guadalajara, i a l'any següent esdevé professor a l'Escola de pilots d'Alcalá de Henares.

### Segona República
Després de proclamar-se la Segona República, seria donat de baixa en l'arma d'aviació i destinat al Batalló d'Infanteria de Muntanya, Estella N. 4. Novament destinat a aviació un temps després, va anar a l'Escola de Guadalajara com a professor de vol. El 1935 ascendeix a capità i és destinat al Ministeri de la Governació d'Espanya, i d'allí com a professor a l'Escola de Vol i Combat, publicant per aquestes dates dos llibres: Vuelo sin visibilidad exterior i Acrobacia Aérea. Com a expert pilot acrobàtic era freqüentment convidat a participar en concursos i festivals aeronàutics.

### Guerra civil
Era a una exhibició aèria a Anglaterra, quan el 18 de juliol de 1936 el sorprèn el cop d'estat del 18 de juliol. Va tornar a Espanya i incorporar-se a la facció de l'exèrcit insurrecte a primers d'agost. Va passar a realitzar missions de caça al Front d'Andalusia el mateix mes d'agost. Va reclamar el seu primer enderrocament el 12 d'agost, un Vickers Vildebeest que va caure sobre Antequera (Màlaga). El 18 d'agost va reclamar dues victòries i el 2 de setembre dues més.
Al setembre va començar a volar el Fiat CR.32, avió amb el qual volaria durant la resta de la guerra. Va aconseguir l'11 de setembre la seva cinquena victòria, sent el primer pilot espanyol a aconseguir els cinc enderrocaments. Va continuar vencent aparells al llarg dels mesos següents. Al desembre de 1936 va crear la Patrulla Blava, en poder disposar en exclusiva de tres Fiat CR-32, i pot operar de forma autònoma en unió dels pilots Narciso Bermúdez de Castro i Julio Salvador y Díaz-Benjumea. Al febrer de 1937, en plena batalla del Jarama, l'aviació de caça italiana es va negar a escortar els grups de bombardeig facciosos dotats d'avions Junkers Ju 52 sobre les línies enemigues, a causa de les moltes baixes que estaven sofrint. A causa d'això, el 16 de febrer va ser derrocat el Dj.-52 pilotat pel capità José Calderón Gaztelu, el qual va ordenar al seu grup que complissin la seva missió amb escorta o sense ella.
Cridat a Salamanca pel Cap de l'Aviació Nacional, el general Alfredo Kindelán, aquest li va ordenar que s'incorporés amb la seva patrulla a una esquadrilla de la caça italiana per protegir els bombarders nacionals. El 18 de febrer de 1937, durant un servei de protecció de bombarders, els caces italians, en arribar a la línia del front, es van negar a protegir als bombarders sobre territori enemic. Malgrat no ser escortats, els bombarders van continuar el vol i després de passar la línia del front van ser atacats per més de 30 caces de la Força Aèria Republicana. García-Morato es va llançar amb la seva patrulla (tres avions) a protegir als seus bombarders. Després d'uns minuts d'incertesa i veient en el destret que es trobaven els caces nacionals, el pilot italià capità Nobille va desobeir l'ordre de no creuar la línia del front i va sortir en la seva ajuda, sent seguit per la resta de l'esquadrilla italiana.
Per aquesta acció, Joaquín García-Morato va ser recompensat amb la màxima condecoració militar espanyola, la Creu Llorejada de Sant Ferran a títol individual pel govern nacional.

### Grup Morato
El 25 de febrer seria habilitat per a Comandant d'Aviació, és a dir, era encara capità, però podia exercir les funcions d'un Comandant. L'abril del 1937, la Patrulla Blava es va convertir en l'Esquadrilla de Caça 1-E-3 manada per García-Morato. Poques setmanes després es va crear una altra Esquadrilla de Caça, la 2-E-3, sota el comandament del Capità Ángel Salas Larrazábal, i la unitat va passar a denominar-se llavors 2-G-3, Grup de Caça, que es va posar sota el comandament de García-Morato. El setembre del 1937 cedeix el comandament de la 2-G-3 a Ángel Salas Larrazábal i és destinat a Itàlia en missió oficial.
Al desembre de 1937, en rebre 23 nous Fiat CR.32, que li proporcionaven enorme superioritat enfront de la gran majoria d'avions republicans la qual cosa explica les seves 40 victòries (no contrastades) es forma la tercera esquadrilla del grup de caça, la 3-E-3, i poc després en formar-se la 4-E-3, s'uneixen ambdues esquadrilles en un nou Grup de Caça, el 3-G-3, el Segon Grup de Caça compost amb la 3-E-3 i la 4-E-3, posant aquest segon Grup sota el comandament de José Ibarra Montís. A la fi de 1937, es crea la I Brigada Aèria Hispana, formada per tres Esquadres de bombarders i una de caces. L'Esquadra de Caça estava sota el comandament de García-Morato i estava composta pels dos grups de Fiats, el 2-G-3 i el 3-G-3.
Al llarg de 1938, tots dos grups van passar de tenir dues esquadrilles cadascun a tres esquadrilles, participant en totes les batalles importants esdevingudes el 1938, en les quals Morato seguia acumulant victòries, fins a convertir-se en el pilot amb més victòries de la Guerra Civil Espanyola. El juliol del 1938, Joaquín rep una bona notícia, els seus germans Vicente i Ricardo García-Morato, dels quals no sabia res des de 1936, havia aconseguit fugir de la zona republicana i s'havien passat a la zona nacional. Pocs dies després Ricardo, que estudiava a la Universitat de Madrid abans d'esclatar la guerra, era seleccionat per mediació de Joaquín per la Prefectura de l'Aire per realitzar el curs de Pilot d'Aeroplà, i Vicente, que era alumne de 4t curs de Medicina, era reclamat per servir com a Metge en el servei de sanitat d'Aviació.

### Mort
L'abril del 1939, finalitzada la guerra, Joaquín García-Morato havia derrocat 40 avions de l'exèrcit regular comprovats i 12 probables, havia realitzat més d'1.000 hores de vol, participat en 511 missions de guerra i lluitat en més de 140 combats aeris. El 4 d'abril de 1939, mentre efectuava una exhibició a l'aeròdrom de Griñón amb el seu famós avió 3-51, s'estavellà i va morir en l'acte als 36 anys. La casualitat va voler que aquest mateix dia el seu gran amic, el pilot José Ibarra Montís, morís en estavellar-se a bord d'un Dornier Do 17 de bombardeig. Pocs dies després, el taüt amb les seves restes mortals va recórrer Espanya, sent homenatjat en multitud de poblacions, fins a recalar en Màlaga, on seria enterrat. Estava casat i tenia 4 filles.
El 2 d'agost de 1939, només quatre mesos després de la mort de Joaquín, un avió de bombardeig Heinkel 111, amb tres aviadors en el seu interior, s'estavellava a la província de Màlaga, i els seus ocupants van morir. Un d'ells era el seu germà, Ricardo García-Morato y Castaño, que malgrat ser pilot de caça, en aquesta ocasió viatjava com a passatger.